# Stadion miejski w Latakii
Stadion miejski – wielofunkcyjny stadion w Latakii, w Syrii. Obiekt może pomieścić 35 000 widzów. Wykorzystywany jest do rozgrywania spotkań przez lokalne kluby piłkarskie, Hutteen SC i Tishreen SC.